# Nowy Dwór Bratiański
Nowy Dwór Bratiański – wieś w Polsce położona w województwie warmińsko-mazurskim, w powiecie nowomiejskim, w gminie Nowe Miasto Lubawskie.
Do 1954 roku istniała gmina Nowy Dwór Bratiański. W latach 1975–1998 miejscowość administracyjnie należała do województwa toruńskiego.

## Zabytki
- Grodzisko (Góra Pikowa) - usytuowany jest na cyplowatym wzniesieniu wysoczyznowym przylegającym do głębokiej doliny o szerokości 100 m. Pierwsze badania weryfikacyjno-sondażowe przeprowadziła tam ekipa Instytutu Archeologii i Etnologii UMK w Toruniu w 1990 roku. Kolejne szersze prace badawcze miały miejsce w 1998 roku. W wyniku przeprowadzonych badań pozyskano istotną próbę materiału zabytkowego I fazę datowaną na IX(?) – 2. połowę X wieku i II fazy datowanej na XII wiek, związanej z okresem wzmożonej ekspansji państwa polskiego z Mazowsza[4].